# Sidney Sheldon

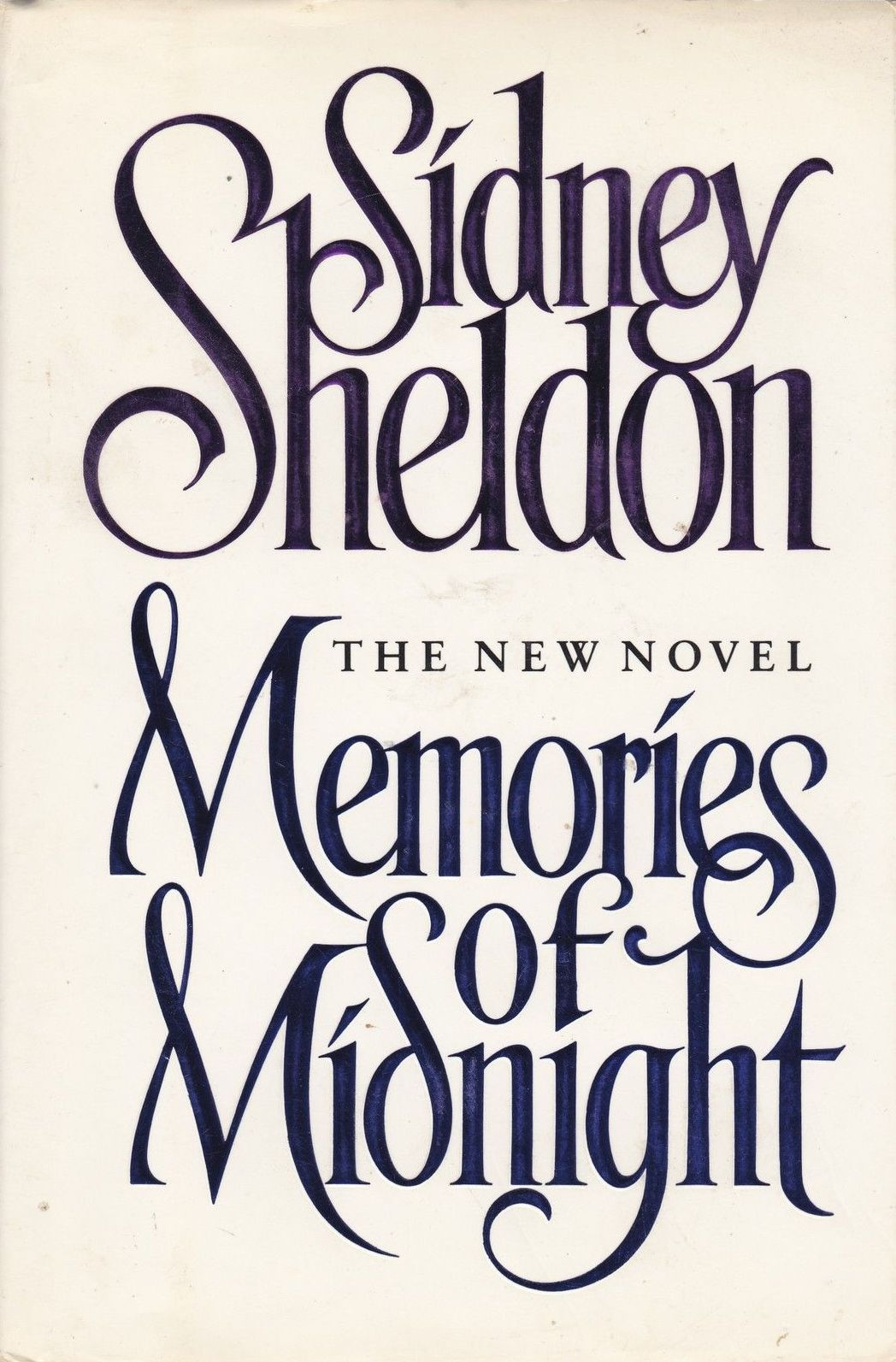
Portada del llibre Memories of Midnight.

Sidney Sheldon (nascut amb el nom de Sidney Schechtel, Chicago (Illinois), 11 de febrer de 1917 – Rancho Mirage (Califòrnia), 30 de gener de 2007) fou un escriptor nord-americà jueu d'origen rus que va guanyar l'Oscar al millor guió original l'any 1947 per la pel·lícula The Bachelor and the Bobby-Soxer. Durant 20 anys va escriure guions per a la televisió i, després de fer els cinquanta, va començar a triomfar amb les seves novel·les, com ara The Other Side of Midnight (1973), Rage of Angels (1980) i Master of the Game (1982), totes elles grans èxits de vendes.
El 1994 se li va dedicar una estrella al Passeig de les Estrelles de Palm Springs (Califòrnia).